# Xanthoparmelia geesterani
Xanthoparmelia geesterani är en lavart som först beskrevs av Hale, och fick sitt nu gällande namn av Hale & Elix. Xanthoparmelia geesterani ingår i släktet Xanthoparmelia och familjen Parmeliaceae.   Inga underarter finns listade i Catalogue of Life.